# Lanuvio
Lanuvio est une commune de la ville métropolitaine de Rome Capitale dans le Latium en Italie.

## Géographie
Les communes limitrophes de Lanuvio sont Aprilia, Ariccia, Genzano di Roma et Velletri. Les frazioni de la commune sont Campoleone et Bellavista  (en partage avec Aprilia), Colle Cavaliere, Farnete, Malcavallo, Monte Giove, Piano Marano et Stragonello.

## Histoire
Lanuvio fut dans l'Antiquité la cité latine de Lanuvium.

## Administration
| Période                                  | Période    | Identité      | Étiquette     | Qualité |
| ---------------------------------------- | ---------- | ------------- | ------------- | ------- |
| 29 mai 2007                              | 6 mai 2012 | Umberto Leoni | L'Union       |         |
| 7 mai 2012                               | en cours   | Luigi Galieti | Liste civique |         |
| Les données manquantes sont à compléter. |            |               |               |         |

## Personnalités liées à la ville
- Aelius Stilo (-154--74), grammairien romain
- Antonin le Pieux (86-161), empereur romain
- Commode (161-192), empereur romain
- Marcantonio Colonna (1535-1584), général et amiral
- Sandro Bellucci (1955 - ), marcheur médaillé olympique sur 50 km en 1984.